# Јакоб Бернард
Јакоб Бернард — Јака (Коритнo, 21. јул 1909 — Ступник, 16. фебруар 1942), учесник Народноослободилачке борбе и народни херој Југославије.

## Биографија
Рођен је 1909. године у Коритнику, у сиромашној словеначкој земљорадничкој породици. Био је резервни официр војске краљевине Југославије. Члан Комунистичке партије Југославије постао је 1940. године.
Одмах после капитулације Југославије 1941, почео је да ради на припремама за устанак на подручју Бледа, Рибног, Коритника и околине. Кад су Немци почели да прогоне антифашистички оријентисане људе, Јакоб се повезао са првом групом партизана на Јеловици и са друговима из политичког и војног руководства у Горењској припремио напад на Бегуње где је било заточено 300 талаца. Учествовао је у свим другим борбама које су 1941. године водили горењски партизани. У јесен 1941. године, организовао је и велику акцију за прехрану партизана.
Као резервни официр војске краљевине Југославије, био је стручни саветник у Штабу партизанског батаљона „Иван Цанкар“. Истакао се у нападу на Немце код Чешњице, у Селшкој Долини, у нападима на немачке патроле у Ровтиху, на Црном Врху у Пољанској Долини, у нападу на Пољане и Дражгоже, највећој борби коју су водили горењски партизани. После те битке био је постављен је за командира Пољанске чете, са којом је оперисао по целој Пољанској Долини.
Погинуо је 16. фебруара 1942. године, у једном сукобу са Немцима који су га заједно са неколико другова изненада опколили када је ишао на уговорени састанак у Селској Долини.
Указом председника Федеративне Народне Републике Југославије Јосипа Броза Тита, 27. новембра 1953. године, проглашен је за народног хероја.